# Albert Heinrich Steiner

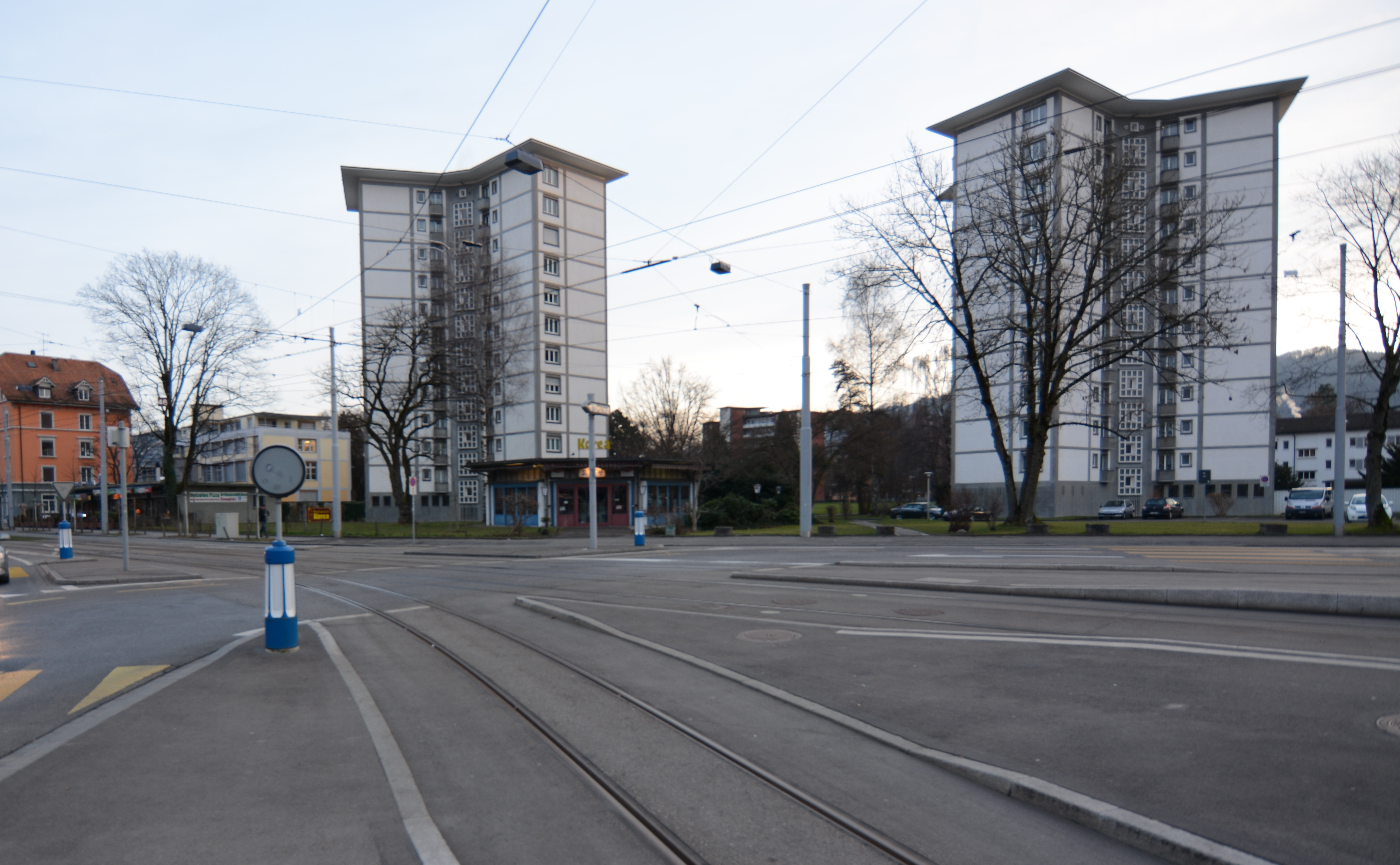
Die Y-Hochhäuser der Überbauung Heiligfeld

Albert Heinrich Steiner (* 26. Juli 1905 in Zürich; † 21. September 1996 in Zollikon), reformiert, heimatberechtigt in Zürich, war ein schweizerischer Architekt, Stadtplaner, Hochschullehrer an der Eidgenössisch-Technischen Hochschule Zürich (ETH) und Stadtbaumeister Zürichs.

## Leben
Albert Heinrich Steiner war ein Sohn des Arztes Albert Steiner (1870–1932) und der Dora, geborene Zweifel (1876–1955). Sein Grossvater war der Philologe, Alttestamentler und Hochschullehrer Heinrich Steiner. Sein Onkel war der Kunstmaler und Gebrauchsgrafiker Johannes Karl Steiner (auch Karl Steiner; 1875–1948) sowie der Dialektdichter und Maler Leonhard Steiner (1836–1920).
Albert Heinrich Steiner studierte nach der Matura zunächst ab 1924 an der ETH in Zürich, wechselte 1926 zur Technischen Universität München, wo er bei Theodor Fischer 1929 diplomierte. In München hatte er 1928 auch ein Praktikum bei Oswald Bieber absolviert. Nach dem Diplom trat er eine Stelle bei Otto Rudolf Salvisberg an, er arbeitete sowohl in dessen Zürcher als auch Berner Büro. 1933 gründete er ein eigenes Architekturbüro in Zürich, das er bis 1957 führte. 1943 wurde Albert Heinrich Steiner zum Stadtbaumeister von Zürich gewählt, ein Amt, das er bis 1957 innehielt. Bereits 1952 erhielt er einen Ruf an die TU München, den er ablehnte, 1957 dann wurde ihm die Professur für Architektur sowie Städtebau an der ETH übertragen, eine Funktion, die er bis 1971 ausfüllte. Nach seiner Emeritierung arbeitete er bis ins hohe Alter als Privatarchitekt weiter.
Bereits als Privatarchitekt befasste sich Steiner mit dem Umbau und der Sanierung von alten Häusern, beispielsweise der Kirche in Obfelden (1934) oder des Conrad-Ferdinand-Meyer-Hauses in Kilchberg (1936). 1937 gewann er einen Wettbewerb zur Gestaltung der Seeufer des Zürichsees. In Obfelden baute er 1939–40 ein Sekundarschulhaus. Im Zweiten Weltkrieg entstand unter den Bedingungen der Kriegswirtschaft das Schulhaus an der Kornhausbrücke (1941–43) und nach dem Krieg die Schulhäuser Bachtobel (1946–47) und Probstei (1946–51). Anfang der 1950er-Jahre errichtete er die Siedlung Heiligfeld am Letzigraben.
Als Stadtbaumeister entwickelte Steiner die ersten einheitliche Bauordnung mit Zonenplan in der Stadt Zürich, der 1946 vom Stadtrat beschlossen wurde, wodurch die Basis zur Erstellung neuer Wohnquartiere und die planvolle Ansiedlung von Industrie und der Standorte öffentlicher Einrichtungen gelegt wurde. Das von ihm 1945 geschaffene ‹Büro für Altstadtsanierung› trug dem Bedarf an Massnahmen der bereits seit der Schleifung der Mauern 1832 im Niedergang begriffenen Altstadt Rechnung und sicherte den Bestand historischer Dorfkerne der eingemeindeten Stadtteile. Steiners Arbeit setzte damit den Beginn einer Altstadtsanierung, die einen durchgreifenden Umbau auf Grundlage des tradierten Stadtgrundrisses durchsetzen wollte. Ein Ansatz, der spätestens 1958 durch das Ziel einer möglichst weitreichenden Erhaltung alter Bausubstanz abgelöst wurde, als in Zürich die ‹Fachstelle für wissenschaftliche Denkmalpflege› geschaffen wurde.

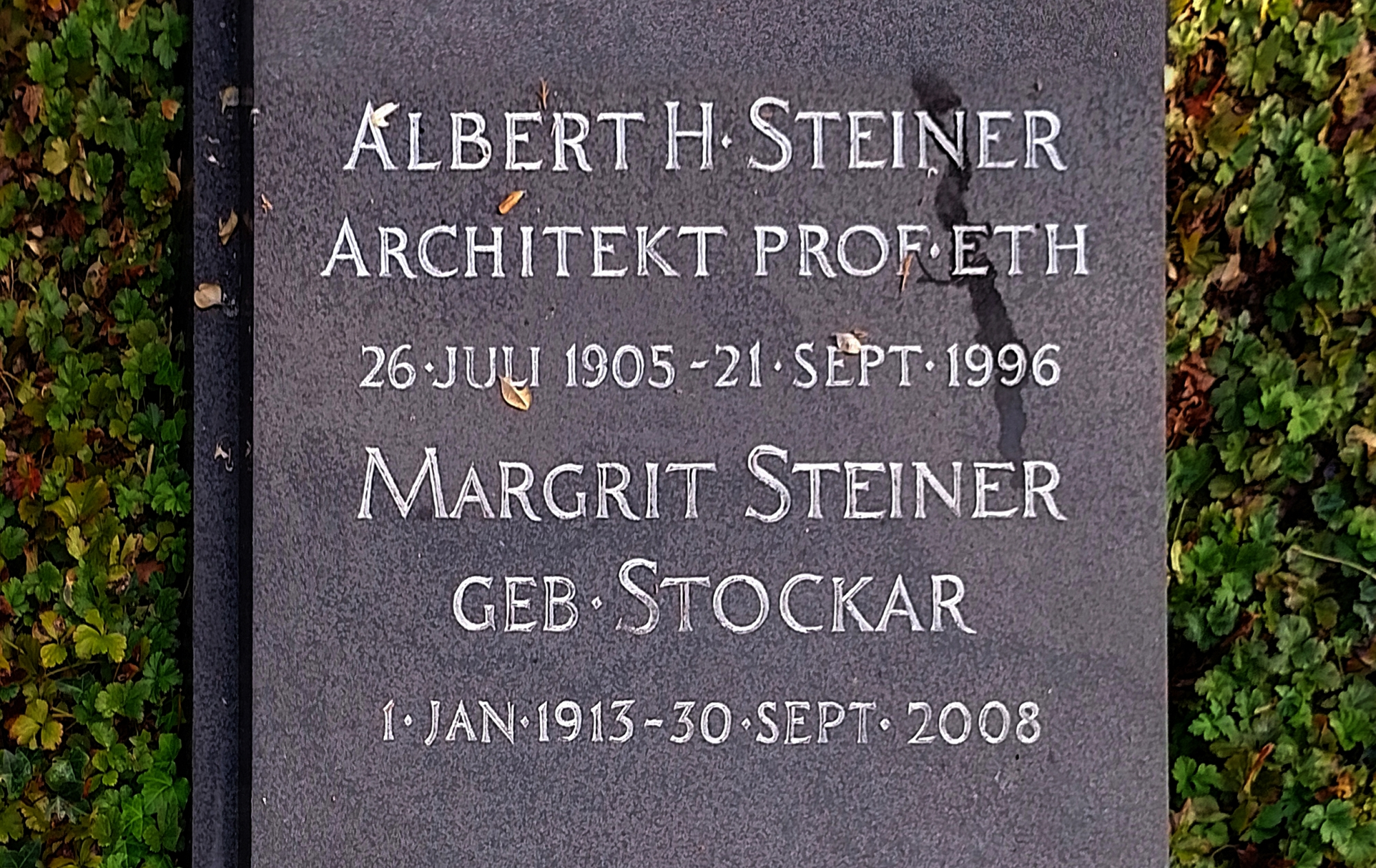
Grab, Friedhof Rehalp, Zürich

Seit 1957 entwarf er die Pläne für den Gesamtausbau der Hochschule auf dem Hönggerberg, deren erste Schritte er verwirklichte. Albert Heinrich Steiner, Mitglied des Bundes Schweizer Architekten (BSA) und des Schweizerischen Ingenieur- und Architektenvereins (SIA), wurde wiederholt als Experte für die Aufbaupläne deutscher Städte herangezogen.
Albert Heinrich Steiner war mit Margrit, geborene Stockar (1913–2008) verheiratet. Die letzte Ruhestätte fanden sie auf dem Friedhof Rehalp in Zürich. 
Sein Büronachlass wurde im Januar 1998 vom gta Archiv übernommen. Der nach ihm benannte Albert-Steiner-Garten auf dem Campus der ETH befindet sich in Planung. Das Ehepaar hinterließ drei Söhne.

## Werke (Auswahl)
- Sekundarschulhaus, Obfelden, 1939–40
- Schulhaus Kornhausbrücke, Zürich, 1941–43
- Schulhaus Bachtobel, Zürich, 1946–47
- Schulhaus Probstei, Zürich, 1946–51
- Markuskirche, Reformierte Kirche Seebach, Zürich, 1946–48
- Heiligfeld, städtische Wohnsiedlung, Zürich, 1953–55
- ETHZ-Hönggerberg, Gesamtplanung und erste Bauetappe, 1957–84
- Ferienhaus, Bichelsee-Brenngrüti, 1962
- Billrothstr., Wohnhaus, Zürich, 1963
- Krematorium Nordheim, Zürich, 1963–67, 1974–93

## Belege
1. ↑  Steiner, A.H.: Umbau der Kirche in Obfelden. In: Schweizerische Bauzeitung. Band 103, Nr. 3, 1934, S. 35, doi:10.5169/seals-83145.
2. ↑  A.H. Steiner: Umbau des Hauses C.F. Meyer in Kilchberg: Arch. A.H. Steiner, Zürich. In: Schweizerische Bauzeitung. Band 108, Nr. 8, 1936, S. 84–85 und 2 Tafeln, doi:10.5169/seals-48357.
3. ↑  A.R.: Die Bebauung Letzigraben-Heiligfeld in Zürich. In: Das Werk. Band 43, Nr. 1, 1956, S. 1–7, doi:10.5169/seals-33248.
4. ↑  Dölf Wild: Vor 50 Jahren ein Politikum. Die Gründung der Stadtzürcher Archäologie und Denkmalpflege. Hrsg.: Stadt Zürich, Hochbaudepartement. Zürich 2009 (stadt-zuerich.ch).

| Personendaten    | Personendaten                               |
| ---------------- | ------------------------------------------- |
| NAME             | Steiner, Albert Heinrich                    |
| KURZBESCHREIBUNG | schweizerischer Architekt sowie Stadtplaner |
| GEBURTSDATUM     | 26. Juli 1905                               |
| GEBURTSORT       | Zürich                                      |
| STERBEDATUM      | 21. September 1996                          |
| STERBEORT        | Zollikon                                    |